# Янашкаси
Янашка́си (рос. Янашкасы, чув. Янашкасси) — присілок у складі Чебоксарського району Чувашії, Росія. Входить до складу Сіньяльського сільського поселення.
Населення — 366 осіб (2010; 395 у 2002).
Національний склад:
- чуваші — 95 %